# Somogyviszló
Somogyviszló ist eine ungarische Gemeinde im Kreis Szigetvár im Komitat Baranya.

## Geschichte
Somogyviszló wurde 1329 erstmals urkundlich erwähnt.